# 水上呂理
水上 呂理（みなかみ ろり、1902年2月18日 - 1989年10月23日）は日本の探偵小説家、翻訳家、化学者。代表作に「精神分析」「麻痺性癡呆患者の犯罪工作」など。別名義に石川陸一、石川陸郎。本名は石川陸一郎。ペンネームは、本名である「陸一郎」の「り」と「ろ」を取り、それを逆にしたことに由来する。

## 経歴
福島県出身。少年時代を神田神保町で過ごし、明治大学法学部に入学する。
明治大学在学中に森下雨村と知り合い、それが縁となって1928年（昭和3年）『新青年』に「精神分析」を発表しデビュー。また、同時期には石川陸一名義（もしくは石川陸郎名義）でシャーロック・ホームズシリーズ短編集の翻訳を行っている。
その後、一時創作から離れるが、1933年 （昭和8年）に「蹠の衝動」を発表し復帰。翌年には「麻痺性癡呆患者の犯罪工作」を発表する。水上によれば、「犯罪工作」という言葉は本作で初めて使われた造語だという。同年発表した「驚き盤」を最後に探偵小説から離れて化学工業界に転身し、100篇前後の化学論文を発表したほか、1957年（昭和32年）には『世界の化学工業』（石川陸一郎名義、東洋経済新報社）を著している。
1976年（昭和51年）には、雑誌『幻影城』上にて、42年ぶりの新作「石は語らず」を発表した。
1989年（平成元年）10月23日に死去。87歳。